# Conophorus pamirorum
Conophorus pamirorum är en tvåvingeart som beskrevs av Zaitzev 1969. Conophorus pamirorum ingår i släktet Conophorus och familjen svävflugor. Inga underarter finns listade i Catalogue of Life.